# World Intellectual Property Indicators

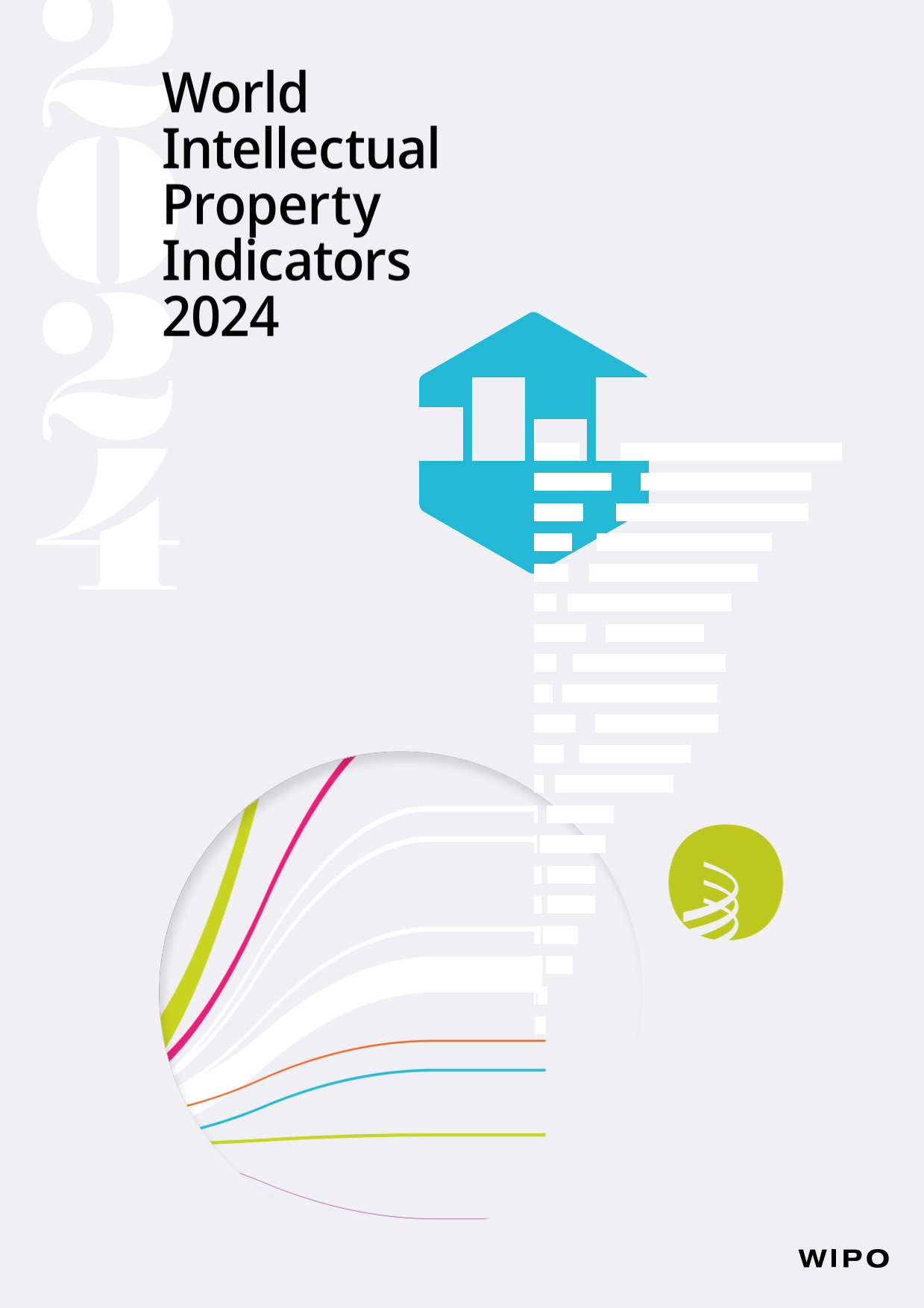

Die World Intellectual Property Indicators ist ein von der Weltorganisation für geistiges Eigentum (WIPO) herausgegebener Jahresbericht, der eine breite Palette von Indikatoren für die Bereiche des geistigen Eigentums enthält und auf Daten von nationalen und regionalen Ämtern für geistiges Eigentum, der WIPO, der Weltbank und der UNESCO beruht. Die WIPO veröffentlicht die Berichte seit 2009 jährlich.

## Statistik

### Patente

#### Länder nach Patentanmeldungen
Die Länder mit den meisten Patentanmeldungen bei den Top 20 Ämtern waren im Jahr 2023:
| Rang | Land                   | Patentanmeldungen (2023) |
| ---- | ---------------------- | ------------------------ |
| 1    | Volksrepublik China    | 1.642.582                |
| 2    | Vereinigte Staaten     | 518.791                  |
| 3    | Japan                  | 414.479                  |
| 4    | Südkorea               | 288.001                  |
| 5    | Deutschland            | 133.140                  |
| 6    | Indien                 | 64.510                   |
| 7    | Frankreich             | 52.684                   |
| 8    | Vereinigtes Königreich | 48.297                   |
| 9    | Schweiz                | 41.975                   |
| 10   | Italien                | 26.864                   |
| 11   | Niederlande            | 25.921                   |
| 12   | Kanada                 | 24.145                   |
| 13   | Russland               | 23.247                   |
| 14   | Schweden               | 21.803                   |
| 15   | Israel                 | 15.410                   |
| 16   | Finnland               | 11.659                   |
| 17   | Australien             | 11.215                   |
| 18   | Dänemark               | 10.905                   |
| 19   | Österreich             | 10.866                   |
| 20   | Belgien                | 10.642                   |

#### Länder nach zugelassenen Patente
Die Länder mit den meisten zugelassenen Patenten bei den Top 20 Ämtern im Jahr 2023 waren:
| Rang | Land                   | Patentzulassungen (2023) |
| ---- | ---------------------- | ------------------------ |
| 1    | Volksrepublik China    | 888.980                  |
| 2    | Vereinigte Staaten     | 294.842                  |
| 3    | Japan                  | 284.357                  |
| 4    | Südkorea               | 154.658                  |
| 5    | Deutschland            | 73.274                   |
| 6    | Frankreich             | 35.015                   |
| 7    | Indien                 | 25.790                   |
| 8    | Vereinigtes Königreich | 24.126                   |
| 9    | Schweiz                | 21.735                   |
| 10   | Italien                | 19.654                   |
| 11   | Russland               | 19.091                   |
| 12   | Niederlande            | 16.286                   |
| 13   | Schweden               | 14.212                   |
| 14   | Kanada                 | 13.994                   |
| 15   | Israel                 | 9.513                    |
| 16   | Österreich             | 6.896                    |
| 17   | Belgien                | 6.203                    |
| 18   | Australien             | 6.106                    |
| 19   | Finnland               | 5.922                    |
| 20   | Dänemark               | 5.601                    |

#### Länder nach Patenten in Kraft
Die Länder mit den meisten zugelassenen Patenten in Kraft bei den Top 20 Ämtern im Jahr 2023 waren:
| Rang | Land                   | Patente in Kraft (2023) |
| ---- | ---------------------- | ----------------------- |
| 1    | Volksrepublik China    | 4.990.633               |
| 2    | Vereinigte Staaten     | 3.455.220               |
| 3    | Japan                  | 2.063.676               |
| 4    | Südkorea               | 1.271.759               |
| 5    | Deutschland            | 928.106                 |
| 6    | Frankreich             | 735.054                 |
| 7    | Vereinigtes Königreich | 719.816                 |
| 8    | Italien                | 392.105                 |
| 9    | Schweiz                | 258.939                 |
| 10   | Russland               | 250.066                 |
| 11   | Niederlande            | 226.936                 |
| 12   | Spanien                | 201.120                 |
| 13   | Kanada                 | 201.063                 |
| 14   | Indien                 | 188.785                 |
| 15   | Irland                 | 184.119                 |
| 16   | Australien             | 160.228                 |
| 17   | Österreich             | 143.535                 |
| 18   | Luxemburg              | 138.282                 |
| 19   | Schweden               | 128.768                 |
| 20   | Finnland               | 126.567                 |

#### Unternehmen nach Patentanmeldungen
Die Unternehmen mit den meisten internationalen Patentanmeldungen bei den Top 20 Ämtern waren im Jahr 2023:
| Rang | Unternehmen                    | Land                | Patentanmeldungen (2023) |
| ---- | ------------------------------ | ------------------- | ------------------------ |
| 1    | Huawei                         | Volksrepublik China | 6.494                    |
| 2    | Samsung Electronics            | Südkorea            | 3.924                    |
| 3    | Qualcomm                       | Vereinigte Staaten  | 3.410                    |
| 4    | Mitsubishi Electric            | Japan               | 2.152                    |
| 5    | BOE Technology                 | Volksrepublik China | 1.988                    |
| 6    | LG Electronics                 | Südkorea            | 1.887                    |
| 7    | Ericsson                       | Schweden            | 1.863                    |
| 8    | CATL                           | Volksrepublik China | 1.799                    |
| 9    | Oppo Electronics               | Volksrepublik China | 1.766                    |
| 10   | Nippon Telegraph and Telephone | Japan               | 1.760                    |

### Trade Marks

#### Länder nach angemeldeten Trade Marks
Die Länder mit den meisten Anmeldungen für Trade Marks bei den Top 20 Ämtern waren im Jahr 2023:
| Rang | Land                   | Trademarksameldungen (2023) |
| ---- | ---------------------- | --------------------------- |
| 1    | Volksrepublik China    | 7.417.473                   |
| 2    | Vereinigte Staaten     | 849.951                     |
| 3    | Russland               | 543.692                     |
| 4    | Indien                 | 496.326                     |
| 5    | Deutschland            | 441.310                     |
| 6    | Türkei                 | 397.679                     |
| 7    | Brasilien              | 395.165                     |
| 8    | Frankreich             | 385.096                     |
| 9    | Vereinigtes Königreich | 356.863                     |
| 10   | Japan                  | 349.693                     |
| 11   | Südkorea               | 334.038                     |
| 12   | Iran                   | 321.463                     |
| 13   | Italien                | 196.903                     |
| 14   | Mexiko                 | 164.776                     |
| 15   | Schweiz                | 146.394                     |
| 16   | Spanien                | 129.437                     |
| 17   | Australien             | 125.423                     |
| 18   | Indonesien             | 120.883                     |
| 19   | Kanada                 | 92.628                      |
| 20   | Vietnam                | 87.038                      |

#### Länder nach Trade Marks in Kraft
Die Länder mit den meisten Trade Marks in Kraft bei den Top 20 Ämtern waren im Jahr 2023:
| Rang | Land                   | Trademark in Kraft (2023) |
| ---- | ---------------------- | ------------------------- |
| 1    | Volksrepublik China    | 46.146.444                |
| 2    | Indien                 | 3.187.770                 |
| 3    | Vereinigte Staaten     | 3.179.914                 |
| 4    | Vereinigtes Königreich | 2.547.411                 |
| 5    | Brasilien              | 2.477.066                 |
| 6    | Japan                  | 2.224.365                 |
| 7    | Mexiko                 | 1.666.781                 |
| 8    | Frankreich             | 1.664.854                 |
| 9    | Südkorea               | 1.655.716                 |
| 10   | Europäisches Patentamt | 1.577.627                 |
| 11   | Türkei                 | 1.327.874                 |
| 12   | Deutschland            | 999.107                   |
| 13   | Argentinien            | 983.314                   |
| 14   | Russland               | 861.148                   |
| 15   | Australien             | 854.081                   |
| 16   | Spanien                | 847.676                   |
| 17   | Kanada                 | 689.171                   |
| 18   | Italien                | 534.762                   |
| 19   | Hongkong               | 494.355                   |
| 20   | Thailand               | 480.292                   |

### Produktdesigns

#### Länder nach angemeldeten Produktdesigns
Die Länder mit den meisten Anmeldungen für Produktdesigns bei den Top 20 Ämtern waren im Jahr 2023:
| Rang | Land                   | Produktdesignsameldungen (2023) |
| ---- | ---------------------- | ------------------------------- |
| 1    | Volksrepublik China    | 882.809                         |
| 2    | Vereinigte Staaten     | 69.076                          |
| 3    | Deutschland            | 64.986                          |
| 4    | Italien                | 60.486                          |
| 5    | Südkorea               | 60.120                          |
| 6    | Türkei                 | 54.783                          |
| 7    | Frankreich             | 45.915                          |
| 8    | Vereinigtes Königreich | 45.370                          |
| 9    | Japan                  | 34.589                          |
| 10   | Indien                 | 26.966                          |
| 11   | Schweiz                | 22.926                          |
| 12   | Spanien                | 20.721                          |
| 13   | Russland               | 8.289                           |
| 14   | Niederlande            | 8.149                           |
| 15   | Iran                   | 7.796                           |
| 16   | Polen                  | 7.003                           |
| 17   | Brasilien              | 5.768                           |
| 18   | Australien             | 5.505                           |
| 19   | Österreich             | 5.067                           |
| 20   | Indonesien             | 4.949                           |

#### Länder nach Produktdesigns in Kraft
Die Länder mit den meisten Produktdesigns in Kraft bei den Top 20 Ämtern waren im Jahr 2023:
| Rang | Land                                              | Produktdesigns in Kraft (2023) |
| ---- | ------------------------------------------------- | ------------------------------ |
| 1    | Volksrepublik China                               | 3.233.684                      |
| 2    | Vereinigte Staaten                                | 424.718                        |
| 3    | Südkorea                                          | 414.117                        |
| 4    | Amt der Europäischen Union für geistiges Eigentum | 329.358                        |
| 5    | Vereinigtes Königreich                            | 309.554                        |
| 6    | Japan                                             | 278.422                        |
| 7    | Türkei                                            | 177.241                        |
| 8    | Indien                                            | 136.547                        |
| 9    | Frankreich                                        | 56.482                         |
| 10   | Australien                                        | 56.003                         |
| 11   | Kanada                                            | 52.938                         |
| 12   | Brasilien                                         | 46.510                         |
| 13   | Deutschland                                       | 46.082                         |
| 14   | Russland                                          | 45.487                         |
| 15   | Spanien                                           | 33.972                         |
| 16   | Mexiko                                            | 30.208                         |
| 17   | Iran                                              | 25.535                         |
| 18   | Malaysia                                          | 24.283                         |
| 19   | Hongkong                                          | 21.684                         |
| 20   | Thailand                                          | 20.605                         |

## Kontroversen
Da Taiwan (Republik China) nicht Mitglied der Vereinten Nationen ist, wird die Zahl der in Taiwan angemeldeten Patente in den Indikatoren nicht getrennt von China ausgewiesen. Die Zahl der Patentanmeldungen, die 2018 beim Taiwan Intellectual Property Office (TIPO) eingereicht wurden, betrug 73.431, womit Taiwan in diesem Jahr weltweit auf Platz 6 oder pro Kopf auf Platz 2 lag. Auch sind Unternehmen aus Taiwan mit hoher Zahl an Patentanmeldungen wie Foxconn nicht gelistet.
China wurde für seine Bemühungen in der UNO kritisiert, die Sichtbarkeit Taiwans zu verringern auch über die WIPO. Im Jahr 2020 verhinderte Peking den Beobachterstatus der Wikimedia Foundation bei der WIPO, mit der Begründung, Wikimedia habe eine taiwanesische Tochtergesellschaft.